# Jan Tlačil
Jan Tlačil (* 26. května 1959, Třeboň) je český hokejový trenér a bývalý hokejista.

## Hráčská kariéra
S hokejem začínal v rodné Třeboni v hokejovém klubu Jiskra.
Ještě v žákovském věku se přesunul do Motoru České Budějovice, kde prošel mladším i starším dorostem. V průběhu základní vojenské služby nastupoval za Duklu Hodonín, několik utkání odehrál za Duklu Jihlava a VTJ Písek, což byl rezervní tým jihlavské Dukly. Od sezóny 1980/81 nastupoval v prvoligovém kádru Motoru. V roce 1988 přestoupil do Sparty Praha, za niž odehrál dvě sezóny. Poté odešel do rakouského KSV Kapfenberg. Po dalším roce přestoupil do Francie, kde také hráčskou kariéru ukončil a začal se věnovat trénování.

### Hráčské úspěchy
- 2. místo v československé nejvyšší lize 1980/81 (Motor ČB)
- mistrovský titul v československé nejvyšší lize 1989/90 (Sparta Praha)

## Trenérská kariéra
V roce 1991 začal trénovat ve francouzském klubu Besançon Hockey Club, kde s roční přestávkou v týmu Image Club d'Épinal působil celkem šest sezón. V sezóně 1997/98 se vrátil do HC České Budějovice jako asistent u juniorského celku. Poté dva roky jako hlavní kouč vedl dorost, s nímž v sezóně 1998/99 vyhrál republikový přebor a v sezóně 2000/01 se stal hlavním trenérem juniorů. Po odvolání trenérů A-týmu Jaroslava Lišky a Jaroslava Pařízka po 16. kole sezóny 2000/01 se stal hlavním trenérem s asistentem Jaroslavem Pouzarem. Pod jejich vedením se tým ze spodních pater tabulky dostal až na 4. místo. V závěru sezóny se však týmu přestalo dařit a po utkání 16. února 2001 v Havířově, kde Jihočeši prohráli 3:5, tehdejší generální manažer Mojmír Šatava jako hlavního trenéra jmenoval Pouzara a Tlačila degradoval na pozici asistenta. Ani to však k postupu do playoff nepomohlo. V sezóně 2001/02 se Tlačil vrátil k práci u juniorů a postoupil s nimi až do finále, kde podlehli Pardubicím.
Poté Jan Tlačil odešel znovu do zahraničí - jednu sezónu trénoval francouzský druholigový Asnières Hockey Club, čtyři roky pracoval s mládeží ve švýcarských klubech SC Bern a Ambri-Piotta. V sezóně 2007/08 dostal jako třetí český trenér v historii šanci v nejvyšší švýcarské hokejové soutěži a ujal se týmu HC Ambrì-Piotta. Mužstvo ale nesplnilo cíl postupu do playoff a bojovalo o záchranu, přesto byl Tlačil nominován na trenéra roku. Z rodinných důvodů pak odmítl nabídku na pokračování u mužstva.
V sezóně 2008/09 si jej za asistenta vybral nově příchozí trenér českobudějovického HC Mountfield Ernest Bokroš. Po Bokrošově odvolání 2. ledna 2009 se Tlačil stal již podruhé hlavním trenérem českobudějovického A-týmu. Poté se tým ze dna tabulky postupně přibližoval k 10. místu zaručujícímu účast v předkole playoff a po finiši v závěru základní části jej od něj dělilo jen o jediný gól horší skóre. V následné skupině o udržení už tým neselhal a povinnost v podobě záchrany splnil. Pod Tlačilovým vedením mužstvo HC Mountfield absolvovalo přísnou a tvrdou letní přípravu a start do sezóny 2009/10 mělo velmi úspěšný - celé září bojovalo o první místa v tabulce. Ovšem v říjnu z deseti zápasů získalo jen sedm bodů, kleslo na 10. místo se ziskem 26 bodů a vedení klubu Jana Tlačila k 28. říjnu 2009 z funkce odvolalo. Sportovní manažer Jaroslav Jágr, který pak na dvě kola převzal koučování týmu, zdůvodnil, že k Tlačilovu odvolání došlo „kvůli komunikaci a alibistickému přístupu k výsledkům.“
Novým působištěm Jana Tlačila se od 14. února 2010 stala Mladá Boleslav. Tlačil převzal tým po odvolání trenéra Vladimíra Čermáka a jeho úkolem bylo v té době jedenáctý tým extraligové tabulky dovést do playoff, anebo se zachránit v play out. To se však nepodařilo, Mladá Boleslav skončila poslední a bojovala o extraligovou příslušnost v baráži s vítězem 1. národní hokejové ligy - KLH Chomutov. I tak se vedení rozhodlo s Janem Tlačilem pokračovat. V sezoně 2010/2011 sice tým výborně zahájil extraligu a byl v horních patrech tabulky. Pak ale přišel útlum, tým z devíti zápasů vydřel pouhé tři body. A když 210 minut nevstřelil gól a prohrál doma s posledním Kladnem a předposlední Spartou, rozhodlo se vedení jednat. Jan Tlačil byl hned po prohraném utkání se Spartou (0:2) dne 26.10.2010 odvolán. Vedení Boleslavi tak jeho odvoláním řešilo hned první krizi, která v sezoně přišla. Spekulovalo se však, že vázla komunikace mezi ním a vedením klubu. 

V závěru sezony 2011/2012 nastoupil jako hlavní trenér do extraligového Třince, kde vystřídal Pavla Marka. Spolu s asistentem Pavlem Janků měl za úkol zlepšit výsledky úřadujícího mistra, což se povedlo jen částečně. Třinec sice doslova na poslední chvíli ubojoval alespoň 10. místo a postoupil do předkola, jenže v něm podlehl Zlínu 3:2 na zápasy, což byl pro klub neúspěch a trenéra Tlačila to stálo případné prodloužení smlouvy. 